# 川普勒2
川普勒2是位於英仙座的一個疏散星團。它置身於銀河系的英仙臂，與地球的距離估計為2,000光年。雖然距離如此遙遠，它整體的亮度依然是肉眼可見的6等。
它的中心有一顆恆星HD 16068，光譜類型為K3.5II-III，從地球上看，它是星團中最亮的恆星。

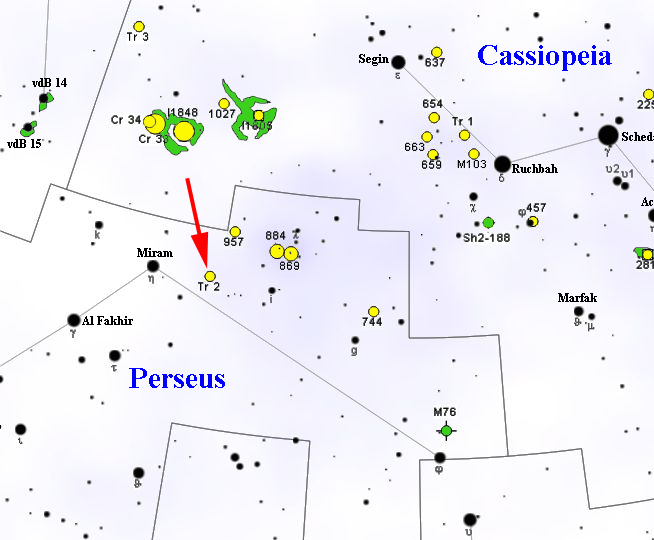
川普勒2在英仙座中的位置。

## 外部連結
- 维基共享资源上的相關多媒體資源：川普勒2